# Pierre Dominique François Xavier Sauvaire
Pour les articles homonymes, voir Sauvaire.
Pierre Dominique François Xavier Sauvaire est un homme politique français né le 13 août 1766 à Marseille (Bouches-du-Rhône) et mort le 15 novembre 1813.

## Biographie
Fils de Barthélemy Sauvaire, bourgeois de Marseille, et de Marie-Anne Toussaint Fabron, Pierre Sauvaire est propriétaire dans sa ville natale. 
Il est élu député des Bouches-du-Rhône au Corps législatif, par le Sénat conservateur, le 2 mai 1809. Il meurt au cours de la législature.
Il épouse Gabrielle Jourdan, fille d'Antoine Jourdan, avocat en parlement, et de Françoise Barthélémy. Elle est la nièce du marquis François Barthélemy et la cousine germaine du baron André Joseph Jourdan. Ils sont les parents d'Antoine Sauvaire de Barthélemy.

## Sources
- « Pierre Dominique François Xavier Sauvaire », dans Adolphe Robert et Gaston Cougny, Dictionnaire des parlementaires français, Edgar Bourloton, 1889-1891 [détail de l’édition]